# 高雄市公車燕巢學園快線
高雄市公車燕巢學園快線（E04），由高雄客運營運。起點站為高鐵左營站，終點站為高雄師範大學燕巢校區。因燕巢地區有眾多大學，離市區偏遠，本路線為方便學生到高鐵左營站而開設的通勤快捷公車路線。

高雄市公車燕巢學園快線（區間），起點站為樹德科技大學，終點站為高雄師範大學燕巢校區。

## 歷史
- 2014年9月15日開通。[5]
- 2020年6月1日由高雄客運接駛。[6]

## 停站
參見右側路線圖